# Richmond (Québec)
Pour les articles homonymes, voir Richmond.
Richmond est une ville canadienne au Québec, chef-lieu de la MRC du Val-Saint-François, dans la région de l'Estrie. Elle est située aux bords de la rivière Saint-François, à mi-chemin entre Sherbrooke et Drummondville, au cœur des Cantons-de-l'Est. 

## Toponymie
Le nom Richmond est un hommage à Charles Lennox, 4e duc de Richmond et Lennox (1764–1819), gouverneur général de l'Amérique du Nord britannique de 1818 à 1819. Au XIXe siècle, on écrivait parfois le nom de la ville Richemond.
Le nom Richmond fut utilisé pour désigner le lieu la première fois en 1820, lors de l'ouverture du bureau de poste.

## Histoire

### La colonisation
Richmond est considérée comme l'une des plus anciennes municipalités des Cantons de l'Est; colonisée à l'origine par des gens venus de la Nouvelle-Angleterre, de Montréal et de la vallée du Richelieu vers 1798.
À l'origine des townships, pour obtenir un canton, un chef pétitionnaire devait regrouper au moins quarante membres en société. Elmer Cushing, avec 46 familles, obtint en 1801 le Canton de Shipton. Shipton incluait à l'époque tout le territoire situé à l'est de la Rivière Saint-François, jusqu'à environ 14 milles (22 km). Richmond, Danville et Asbestos faisaient tous partie du canton de Shipton; comme un rang mesurait un mille de longueur, il y avait donc, 14 rangs dans le Canton de Shipton original. Ce n'est que plus tard (proclamation: 1855) qu'on scinda ce canton en deux soit: Shipton pour la partie la plus à l'Est (qui garda les 8 premiers rangs) et Cleveland, se retrouva avec les rangs IX à XIV, pour la partie la plus à l'ouest. La Ville de Richmond est, par le fait, située dans le rang XIV (14) du Canton original de Shipton. C'est grâce aux colons américains de 1801, que nous devons les premiers établissements sur des terres, dans la région de Richmond.
Cleveland a été nommé en l'honneur et à la demande du grand propriétaire George Nelson Cleveland qui habitait le canton de Shipton.

### Fondation de Richmond
La première attestation de la dénomination Richmond apparaît en 1820. Par la suite, la paroisse de Sainte-Bibiane-de-Richmond, originellement Sainte-Bibiane-de-Shipton, fut fondée en 1854 et érigée canoniquement en 1890. Richmond sera érigée, en municipalité de village en 1863 et est devenue ville en 1882. Le centenaire de cette ville a été fêté de façon grandiose en 1982.
La ville de Richmond actuelle fut créée le 29 décembre 1999, à la suite du regroupement de la ville de Richmond sur la rive droite de la rivière Saint-François et du village de Melbourne, de l'autre côté de la rivière.

### Les chemins de terre et de fer
Son importance grandit pendant les années 1850, quand la ville devint un centre important de chemin de fer, avec des lignes du La Compagnie de chemin de fer du Grand Tronc du Canada vers Montréal, Québec et Sherbrooke, et jusqu'à Portland (Maine) aux États-Unis. En 1854, Richmond fut relié à Charny (au sud de Québec) par le chemin de fer; Richmond se retrouva au cœur du réseau ferroviaire le plus dense du Québec.
Favorisé par les communications, le développement industriel débuta tôt, les plus grandes carrières d'ardoise du pays étaient situées, au XIXe siècle, dans la région de Richmond.

#### Chemin Craig
Au début du XIXe siècle, il y avait peu de ressources pour les colons venus s'installer dans les Eastern Townships. En 1810, le gouverneur James Henry Craig fit entreprendre la construction d'un chemin devant relier Québec et Boston aux États-Unis. Il voulait aussi favoriser la colonisation par une population anglophone massive.
Le chemin Craig reliant Québec (plutôt Lévis) à Richmond, est construit en 1811-1812, il passe par les cantons de Tingwick et Shipton.
Ce chemin primitif est devenu au fil des ans, en parties, la route 116 (Richmond, Danville, Warwick, Victoriaville, Princeville, Plessisville), la route 165 (Plessisville à Saint-Ferdinand), la route 216 (Saint-Ferdinand à Saint-Jacques-de-Leeds), la route 269 (Saint-Jacques-de-Leeds à Saint-Gilles) et encore la route 116 (Saint-Gilles à Lévis : Saint-Étienne-de-Lauzon, Saint-Nicolas).
En 1812, le chemin Craig, devenait donc, une des premières voies de pénétration pour les Townships.
Vers 1840, on assiste à l'arrivée massive d'immigrants irlandais et écossais attirés par la compagnie des terres British American Land Company. Pour leur part, les Irlandais catholiques seront surtout présents en ville, étant peu habitués au type d'agriculture pratiqué dans cette région. Ils seront nombreux à Richmond et Sherbrooke.

#### Chemins de fer auXXesiècle
L'importance de Richmond avait diminué depuis les années 1930, tout comme l'industrie des chemins de fer. Richmond fait encore bonne figure, en 2010, dans le domaine du transport de marchandises par voie ferrée et a gardé la seule cour de triage encore en service de tout l'Estrie.
Depuis les années 1990 la Atlantic and St. Lawrence Railroad a acquis les installations du CN et opère activement les lignes de marchandises vers Portland Maine, jusqu'à tout près de St-Hyacinthe au Québec. La cour de triage bourdonne d'activité, jour et nuit.

## Héraldique
| Ab Unitate prosperitas |
| ---------------------- |

| L'écu de Richmond se blasonne ainsi : Écartelé d'or et de sinople à un rameau de trois trèfles, une rose, une fleur de lys et un chardon posés en croix leurs tiges jointes en cœur, le tout d'argent. |

### Symbolisme des emblèmes héraldiques
Tels que concédés par Claire Boudreau, Héraut d’armes du Canada, en date du 20 juin 2008 et consignés dans le volume V, page 303 du registre public des armoiries, drapeaux et insignes du Canada.
Armes : Le fond de l’écu est divisé en quatre parties qui symbolisent une croisée de chemins ou un lieu de rencontre, à l’image de Richmond. Ces lignes de division représentent aussi le chemin de fer et la rivière Saint-François, deux moyens de transports importants dans l’histoire de la ville. La figure principale des armoiries est composée d’un trèfle, d’une rose, d’une fleur de lis et d’un chardon. Ensemble, elles forment une seule figure qui évoque les premiers habitants du territoire, venus de divers pays pour s’établir dans la région. Les quatre fleurs sont des éléments repris des anciens emblèmes de la ville. Elles assurent une continuité du patrimoine emblématique de Richmond.
Cimier : Le castor symbolise l’industrie et le travail des citoyens au mieux-être de leur ville. Couché sur une branchette de feuilles d’érable vertes, il a figuré pendant de nombreuses décennies dans les anciens emblèmes de la ville.
Devise : La sentence latine signifie « la prospérité vient de l’unité.
Support : Les Grands Hérons sont des oiseaux magnifiques présents sur le territoire de la ville. Ils évoquent le riche patrimoine naturel de Richmond et son emplacement géographique. Ils tiennent dans leur bec une feuille d’érable verte qui rappelle la branchette d’érable du cimier.
Concept original de Claire Boudreau, héraut d’armes du Canada, assistée par les hérauts d’armes de l’Autorité héraldique du Canada.
Artiste-peintre : David Farrar
Calligraphe : Shirley Mangione

## Géographie
Localisé au centre d'un triangle formé des villes de Drummondville (40 km au nord), Sherbrooke (40 km au sud) et Victoriaville (40 km à l'est). L'autoroute 55 Joseph-Armand-Bombardier (frontière américaine à l'autoroute 20 Jean-Lesage) passe à 1 km des limites ouest de Richmond; l'accès se fait par la sortie 88 de l'autoroute 55. Le parc industriel de Richmond est facilement accessible par train routier via l'autoroute 55 et est situé à moins de 90 km de la frontière avec les États-Unis via Sherbrooke et Magog.
La ville et son parc industriel sont aussi reliés par les routes numérotées suivantes:
- route 116: Val-des-Sources et Victoriaville au nord, Acton Vale, St-Hyacinthe et Montréal à l'ouest,
- route 143: Windsor et Sherbrooke au sud, Drummondville au nord,
- route 243: Valcourt et Granby à l'ouest, Saint-Félix-de-Kingsey au nord.

## Démographie
| 1991  | 1996  | 2001  | 2006  | 2011  | 2016  | 2021  |
| ----- | ----- | ----- | ----- | ----- | ----- | ----- |
| 3 123 | 3 053 | 3 424 | 3 336 | 3 275 | 3 232 | 3 259 |

## Administration
Les élections municipales se font en bloc et suivant un découpage de six districts.
| Richmond Maires depuis 2005                                                                                          |                   |         |          |
| Élection | Maire             | Qualité | Résultat |
| 2005 | Marc-André Martel |         | Voir     |
| 2009 | Marc-André Martel | Voir    |          |
| 2013 | Marc-André Martel | Voir    |          |
| 2017 | Bertrand Ménard   |         | Voir     |
| 2021 | Bertrand Ménard   | Voir    |          |
| Élection partielle en italique Depuis 2005, les élections sont simultanées dans toutes les municipalités québécoises |                   |         |          |

## Académie St-Francis
Alexander Lucius Twilight est né en 1795, dans le village de Corinth, dans l’État du Vermont. En 1823, Alexander L. Twilight devint le premier homme noir connu à obtenir un diplôme universitaire dans une université des États-Unis. Il a également reçu une licence d’enseignement religieux par l’église presbytérienne et a servi comme pasteur dans plusieurs églises.
En 1847, M. Twilight déménage à Richmond, au Québec, où il habite pendant cinq ans et il y fonde l’Académie St-Francis ou St-Francis College. Il est directeur de cette Académie et il y enseigne. Ainsi, M. Twilight devint probablement, le premier homme d’origine afro-américaine à enseigner au Québec. Il a vécu au Canada jusqu’en 1852, puis il retourne à Brownington, Vermont, où il occupe le poste de directeur de l’école locale. Alexander L. Twilight décède en 1857. Une école primaire anglaise porte encore le nom de St.Francis Elementary School à Richmond.

## Développement industriel

### Les mines d'ardoise
Au XIXe siècle, Richmond était devenu le principal lieu d’extraction et de production d’ardoise au Canada. Il y avait une douzaine d’ardoisières, les plus grandes étant la carrière de Melbourne, connue aussi sous le nom de carrière de Walton, et la carrière de New Rockland, située à Melbourne (Kingsbury). Vers la fin du XIXe siècle, on y produisait alors environ 80 % des ardoises à toiture du marché canadien dans ces 2 mines. La dernière carrière a cessé ses activités en 1924.
De nombreux immeubles de Richmond possèdent toujours des toitures en ardoise. Aussi le Centre d’interprétation de l’ardoise, situé au 5, rue Belmont Richmond, a été fondé en 1992. Il se trouve dans l’ancienne église Saint-Paul, construite en 1889; l'édifice présente un toit original et un clocher en ardoise. La mission du Centre de l’ardoise consiste à promouvoir l’histoire de ce matériau et de son utilisation à travers l’histoire. La caisse populaire de la Région de Richmond porte le nom de Caisse de l'Ardoise..

### Première laiterie
C'est sous le nom de "Laiterie Janesville" que Charles Lampron a fondé sa laiterie en 1928. Janesville était un quartier ouvrier de Richmond, dans le secteur nord de la ville, dont la majeure partie appartenait à l'origine à Eliza Jane Mulvena d'où le nom Janesville (ville de Jane), laquelle avait hérité d'une parcelle de la terre beaucoup plus étendue de son père John Mulvena 1785-1867, le lot 19 qu'elle subdivisa par la suite pour permettre la construction domiciliaire actuelle à compter de 1862 (voir testament de John Mulvena 16 juillet 1862).
En 1931, le troupeau de Charles Lampron est de cinq vaches, la distribution atteint 50 pintes/jour et la livraison se fait avec une voiture à cheval.
Charles est aidé de son fils Armand qui travaille très fort. En 1946, le duo père/fils va tellement bien, que l’on décide d’acheter la clientèle des "Comisky Brothers" qui distribuaient leur lait nature dans l’autre partie de la ville.
En 1951, devant une clientèle qui ne cesse d’augmenter, avec des ventes de plus de 250 pintes/jour, le temps est maintenant venu pour les Lampron de se mettre à la pasteurisation car cette nouvelle technique est de plus en plus en demande.
En 1953, la capacité des équipements pourtant encore jeunes et modernes, ne suffit déjà plus à la tâche. Il faut remplacer le refroidisseur à surface par un nouveau système appelé "Système A.P.V." qui est un refroidisseur à plaques. Il faut aussi changer l'embouteilleuse 500 pintes/jour par une plus performante car la production est maintenant passée à plus de 550 pintes/jour. On en profite aussi pour faire l'ajout d'une autre voiture de livraison pour mieux desservir un autre quartier de Richmond.
Après le décès de Charles Lampron, en 1957, Armand poursuit le travail seul et demeure seul propriétaire de la "Laiterie Janesville". Cependant, avec l'agrandissement du territoire maintenant desservi, la laiterie portera désormais le nom de "Laiterie Richmond".
La distribution dépasse 1000 pintes/jour et le lait se détaille entre 19 et 25 cents la pinte; Armand s'est vite retourné vers d'autres producteurs de la région pour s'approvisionner: MM. G. Crack, L.P. Lemire, E. Comisky, W. Lavigne et Armand Fortier qui ont des troupeaux Jersey et croisés, produisent et vendent leur lait à la "Laiterie Richmond".
C'est Rosaire Gagné et Donat Cloutier qui s'occupèrent du grand troupeau de la ferme Lampron; 25 bêtes croisées et en pleine santé.
Au milieu des années 1960, on procède à un autre d'agrandissement et modernisation. C'est dans ces années qu'on décide de modifier le nom de la laiterie pour celui de "Laiterie Lampron"
Armand est heureux et reconnaissant à toute l'équipe, entre autres: Omer Guimond aidé de son fils Jean de 1952 à 1970,
En 1972, avec la fin des pintes en vitre, Armand vend ses routes de lait à la laiterie Lamothe(Drummondville) et ferme définitivement la "Laiterie Lampron".

### Industrie de la chaussure
Richmond a connu la prospérité dans la première moitié du XXe siècle, alors que plus de 300 personnes travaillaient au C N R (Canadian National Railway), devenu plus tard le CN. Dans les années 1950, Richmond comptait 4 usines de fabrication de chaussures: H.H. Brown, La Duchesse, Teen Âge Shoe, La Diva Shoe ainsi qu'une usine de fabrication de talons: Bennett's. Au total plus de 1 000 personnes y travaillaient à temps plein.

### Comité de promotion industrielle
Le Comité de Promotion Industrielle de Richmond (CPIR) est un organisme para-municipal, fondé au milieu des années 1980. Il a pour mission de favoriser l'implantation de nouvelles entreprises ou l'agrandissement d'entreprises existantes en mettant à la disposition des entrepreneurs des locaux industriels performants et abordables. Un de ses premiers locataires, Gel-Gar Textiles Inc. a occupé le premier motel industriel à être construit au 327, 9e Avenue et ce jusqu'à sa fermeture en 2007. Le CPIR est propriétaire (en 2010), de dix (10) motels industriels, bâtiments qu'il loue avec option d'achat, à une variété d'industries.

Vers la fin des années 1990, Chaussures H.H. Brown Canada, le plus gros employeur de la ville (320 employés), ferme ses portes à cause de l’émergence des économies asiatiques. La Ville de Richmond était, en majorité, propriétaire des bâtiments loués par cette entreprise. Son départ laissait près de 160 000 pi. carrés (environ 15 000 m2) de surface vides. C'est à ce moment que le CPIR s'est activé pour recréer de l'emploi, dont la première grande réalisation, après la fermeture de Chaussures H.H. Brown Canada, était la gare intermodale. En décembre 2010, dix ans après la fermeture de la compagnie, Richmond a récupéré tous les emplois perdus et a même surpassé le total.

### Entreprises dans le parc industriel
Le parc industriel de Richmond compte une variété d'entreprises solidement ancrées dans leur domaine:
- Guitares Godin - Guitabec - Fabricant de guitares électriques.
- Richmond Logistique - Centre d'entreposage et de transbordement intermodal (camion-train).
- Engrenages Spécialisés - Usinage d'engrenages de tous genres
- Pneus et Rechapage Uni Inc - Rechapage de pneus de camions.
- Les Emporte-Pièces de Richmond Enr - Soudure générale, emporte-pièces (dies).
- SOPREMA Division Résistoseal - Distribution de produits d'étanchéité (toitures et fondations).
- Emballages Novus - Fabricant de produits pour desservir l'industrie de l'emballage flexible.
- Pratiko inc. (Composite Hightech)
- Techni Flamme Combustion - Entrepreneur et consultant dans les domaines de la combustion industrielle.
- Thermo 2000 - Fabricant de chauffe-eaux
- Produits Hévéa - Manufacturier de produits de caoutchouc.
- Exo-s (anciennement Camoplast Solideal) - Pièces automobiles apparentes, pièces/véhicules récréatifs et utilitaires.
- Codet inc - Fabricant de vêtements de travail.
- Solar Pro - Fabricant d'équipements de bronzage
- Biocardel SM - Produit de l'huile servant à la fabrication du biodiésel.
- Le Groupe Frank Lareau - Usine d’ensachage de ripe de bois
- Groupe Gaston Côté - Fabricant de murs préfabriqués, de fermes de toit et de poutrelles de plancher dans 3 usines à Richmond.

### Entreprises de Richmond, en dehors du parc industriel
- Innotex - Fabricant de vêtements de sécurité ignifuge.
- Plastik M.P. - Fabricant de pièces en plastique par la technologie du thermoformage.
- Distribution Yvon Dupuis Inc. - Produits cosmétiques, importation et distribution.
- La Maison Canelle - Plats cuisinés sans gluten et sans lactose.
- Ferronnerie d'Art Exocet - Design et fabrication de ferronnerie d'art
- Pro-Hill Marketing Inc.
- Scierie Melbourne (1989) Inc. - Sciage de bois franc.
- Demix Béton Richmond - Béton pré-mélangé.
- Béton Royal 2000 - Fabrication de béton, ready-mix et coulage.
- Breuvages Bull's Head - Fabricant et distributeur du Ginger Ale (soda gingembre connu depuis plus de 110 ans) de Marque Bull's Head.
- Magasin Comeau

Source: - Répertoire des entreprises du Val Saint-François Consulté en décembre 2010.

## Personnages connus
- Frédérick Coburn, artiste-peintre, né en 1871, Frederick Simpson Coburn, il a été nommé membre de l’Académie royale canadienne en 1920. Ses premiers succès arrivèrent comme illustrateur des contes et récits de Charles Dickens et d’Edgar Allan Poe. Il est surtout renommé pour ses tableaux de chevaux et de scènes d’hiver à l’huile. Il a parcouru le monde, mais les 40 dernières années de sa vie, se sont passées à Melbourne, municipalité voisine de Richmond. Il est décédé en 1960 à l’âge de 89 ans. Depuis mai 2009, le pont de la route 116[17], enjambant la rivière Saint-François, porte désormais son nom[18]. De plus, la vue de Melbourne, montrant un orme solitaire et le paysage de la vallée de la rivière Saint-François, figurant au verso de la série 1954 du Billet canadien de deux dollars était d'après une œuvre de Frédérick Coburn.
- Mack Sennett (1880, Melbourne, 1960, Hollywood) réalisateur et pionnier du cinéma américain muet. Baptisé dans la paroisse Sainte-Bibiane-de-Shipton comme ses deux frères John et George ainsi que sa sœur Mary, Mack Sennett est né Michael Sinnott de John Francis Sinnott et de Catherine « Kate » Foy le 17 janvier 1880 à Melbourne. Dans la région, on a longtemps confondu Mack Sennett avec son grand-père Michael Sinnott 1833-1907 qui portait le même nom que lui et qui habitait à Danville. Ce dernier a été inhumé dans le cimetière Sainte-Anne le 24 mai 1907. Mack Sennett a vécu sept ans à Melbourne, puis sept ans au Lac-Mégantic. Son père John Francis Sinnott fut aubergiste à Melbourne puis aubergiste et charpentier au Lac-Mégantic. Il fut aussi charpentier à Northampton Massachusetts où il a émigré avec toute sa famille en 1894. Le futur cinéaste Mack Sennett avait 14 ans quand il a émigré aux États-Unis[19].
- Sylvain Lefebvre, né à Richmond, le 14 octobre 1967, joueur de hockey et gagnant de la Coupe Stanley en 1996 avec l'Avalanche du Colorado, à Denver. Il a connu une carrière de 954 matchs dans la Ligue Nationale de Hockey, NHL, pour 5 équipes différentes[20]:

Les Canadiens de Montréal, 1989-1990 à 1991-1992 (3 saisons).
Les Maple Leaf de Toronto, 1992-1993 et 1993-1994 (2 saisons).
Les Nordiques de Québec, 1994-1995 (1 saison).
Avalanche du Colorado, 1995-1996 à 1998-1999 (4 saisons).
Rangers de New-York, 1999-2000 à 2002-2003 (4 saisons).
- Roxanne B. Deslauriers, jeune pongiste, née à Richmond, en 1995. Mise en nomination pour « Athlète féminine de niveau national », au Mérite sportif de l'Estrie, en tennis de table, en février 2010[21]. Elle a déjà participé au championnat du monde, en Amérique du Sud. En février 2010, elle fut présidente d’honneur (à 15 ans) du prestigieux Tournoi National Mousquiri de hockey de niveau atôme[22].

## Patrimoine religieux à Richmond
Il y a six lieux de culte dans la ville de Richmond: Église Sainte-Bibiane, St. Anne's Church, St.Andrew's Presbyterian Church, Richmond-Melbourne United Church, Église Presbytérienne St-Paul, Royaume des Témoins de Jéhovah.
- Le 2 décembre 1880, la nouvelle église (catholique) Sainte-Bibiane, fut bénie par Mgr Antoine Racine, remplaçant une chapelle devenue trop petite. Ce n'est que le 29 août 1890, que la paroisse Ste-Bibiane fut érigée canoniquement et civilement. Bien située sur une colline, au 970 rue Principale Nord, dominant la partie nord de Richmond (quartier Janesville), elle est bien visible à partir du pont "Frederick-Coburn" et surtout, bien remarquable avec sa brique rouge, typique de Richmond et son clocher élancé comme une flèche d'argent. Voir la section Autres photos. En 1938, l'Évêque de Sherbrooke, Mrg Philippe Desranleau, détacha 250 familles de la paroisse Ste-Bibiane, créant la paroisse Ste-Famille de Richmond. En janvier 2001, les deux paroisses étaient à nouveau fusionnées. L'Église Ste-Famille, du 155 rue Craig Est, fut alors vendue au "Club Lions Richmond-Melbourne" et sert de salle communautaire.
- Église St. Anne est située au 171, rue Principale sud, et fait partie de l’Église anglicane du Canada, dans le diocèse de Québec.
- Église presbytérienne St. Andrew's Terminée et dédicacée en 1842[23], localisée route 243 Melbourne.
- Église Richmond-Melbourne United Church, date de novembre 1888.
- Église Presbytérienne St-Paul, 5, rue Belmont, fut construite en 1889 pour desservir la communauté congrégationaliste.
- Le Royaume des Témoins de Jéhovah, 766, rue Montée du Parc à Richmond. Cette salle a été construite en septembre 1994 avec l'aide de plus de 750 bénévoles.

## Politique
Richmond fait partie de la circonscription électorale de Richmond au niveau provincial; et au niveau fédéral, il s'agit de Richmond—Arthabaska.

## Administration
Le maire actuel de la Ville de Richmond, M. Bertrand Ménard est natif de Richmond et est en poste depuis 2017. La liste des maires depuis 1863, contient 51 noms. Il y eut aussi, longtemps alternance entre un marie anglophone et un francophone.

### Liste des maires
Voici la liste des maires de la Ville de Richmond depuis sa fondation:
- 1863-1867 – Frederick Chas. Cleevemont
- 1868-1871 – Richard N. Webber
- 1872-1888 – Thomas Hart
- 1889-1890 – Joseph Bedard
- 1891-1892 – John Murphy
- 1893-1900 – Arthur Wilcocks
- 1900-1901 – John McMorine
- 1902-1903 – John Hayes
- 1904-1905 – E.S. Bernard
- 1906 – Alex Poulin
- 1907 – John McMorine
- 1908 – E.J. Pearson
- 1909 – Charles Campbell
- 1910 – John Hayes
- 1911 – John McMorine
- 1912 – Alfred J. Hudon
- 1913 – Burton W. Brock
- 1914 – John Hayes
- 1915 – Robert E. Dyson
- 1916 – Alferd J. Hudon
- 1917 – John Smith
- 1918 – E.J. Pearson
- 1919 – Ernest L. Hall
- 1920 – John Hayes
- 1921-1922 – John McMorine
- 1923 – John Hayes
- 1924 – Robert E. Dyson
- 1925 – E.J. Pearson
- 1926-1927 – John McMorine
- 1928-1929 – F.I. Bedard
- 1930-1931 – W.J. Ewing
- 1932-1933 – Stanislas Desmarais
- 1934-1935 – C.E. Manning
- 1936-1937 – Stanislas Desmarais
- 1938-1939 – Archie E. Dyson
- 1940-1941 – Alfred Geoffroy
- 1942-1943 – C.E. Manning
- 1944-1945 – Alfred Geoffroy
- 1946-1947 – Archie E. Dyson
- 1948-1949 – Gérard R. Desmarais
- 1950-1951 – Charles W. Armstrong
- 1952-1953 – Gaston Desmarais
- 1954-1955 – H.P. Stone
- 1956-1957 – Alfred Geoffroy
- 1958-1960 – Charles W. Armstrong
- 1961-1962 – Alfred Geoffroy
- 1963-1964 – Marcel Roy
- 1965-1968 – Georges Savoie
- 1969-1974 – Roger Trudeau
- 1975-1985 – André Lupien
- 1986-2017 – Marc-André Martel
- 2017- -- Bertrand Ménard

Plusieurs noms de rues de la Ville de Richmond portent les noms de ces maires du passé.
- Source: Archives et registres de la Ville de Richmond,  Consultés par M.Guy Marchand journaliste, membre du comité organisateur des fêtes du 125e anniversaire d'incorporation de la Ville en 2008.

## Photos de Richmond

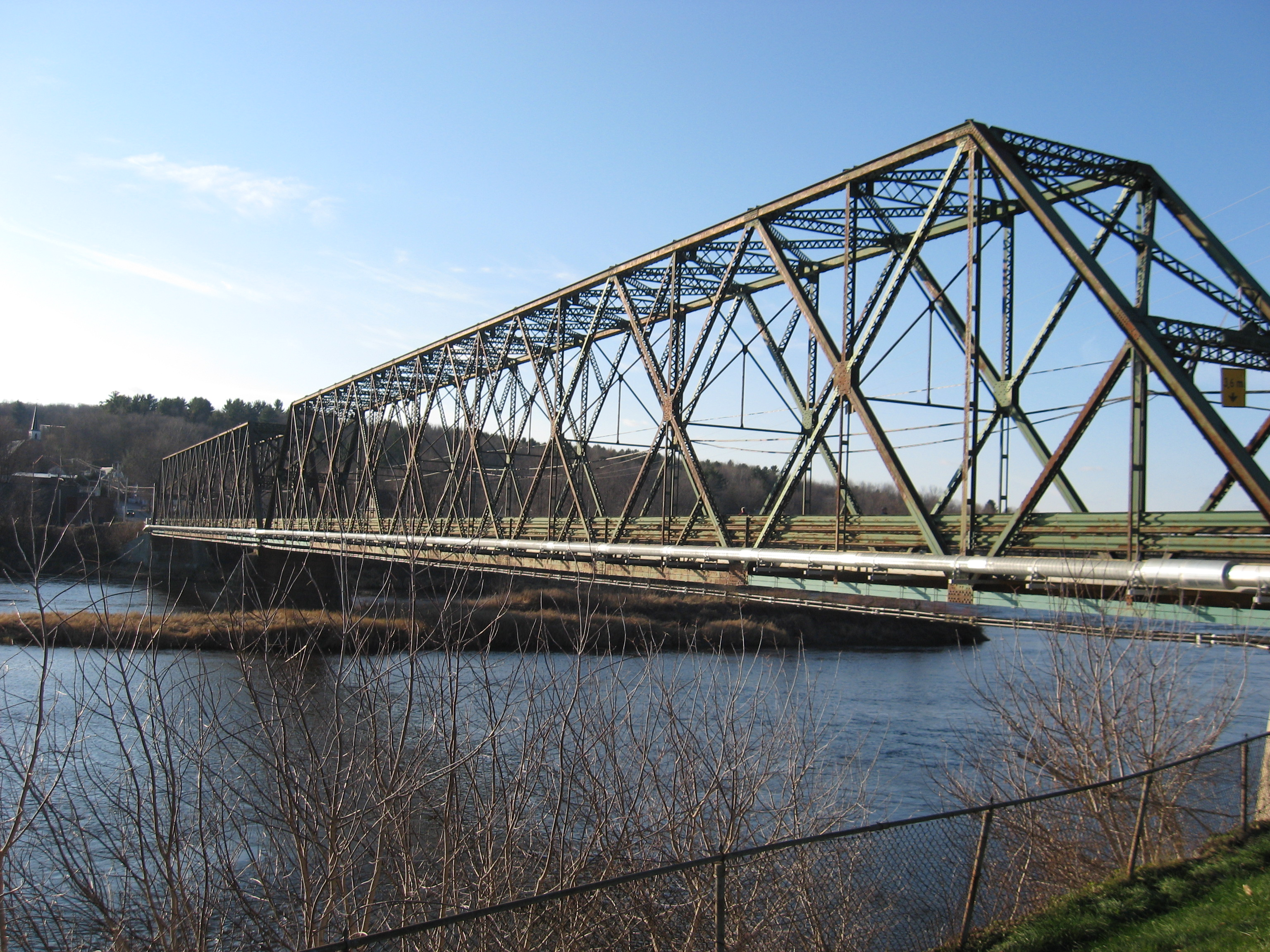
Le pont reliant Melbourne et Richmond et un des plus vieux ponts de fer (inscription du côté de Melbourne 1903).